# ICANN
국제인터넷주소관리기구(Internet Corporation for Assigned Names and Numbers, ICANN)는 1998년에 설립된 인터넷의 비즈니스, 기술계, 학계 및 사용자 단체 등으로 구성된 기관으로 인터넷 DNS의 기술적 관리, IP 주소공간 할당, 프로토콜 파라미터 지정, 루트 서버 시스템 관리 등의 업무를 조정하는 역할을 한다. 영문 약자 ICANN으로 많이 불린다.

## 도메인 소유자 정보 인증절차
국제인터넷주소관리기구(ICANN)는 그들의  Whois 정확성 프로그램 규정(WAPS,Whois Accuracy Program Specification)을 통해서 모든 gTLD 도메인 등록업체가  등록시 제출한 등록자 정보를 검증해야 할 의무가 있음을 통보하였다.
도메인 등록후 15일 이내에 도메인 등록자 정보를 확인하지 않으면 해당 ICANN 규정에 따라 도메인이 일시 정지 처리된다. 이러한 미이행에따른  도메인 재활성화는 '도메인 등록 확인'(confirm) 과정을 수행해야한다.

## 같이 보기
- CENTR